# Lista nagród czasopisma Pro Wrestling Illustrated
Poniżej znajduje się lista nagród czasopisma Pro Wrestling Illustrated. Nagrody są przyznawane corocznie przez czytelników.

## Istniejące nagrody

### Zawodnik roku
| Rok  | 1. miejsce                    | 2. miejsce                    | 3. miejsce                | 4. miejsce                |
| ---- | ----------------------------- | ----------------------------- | ------------------------- | ------------------------- |
| 1972 | Pedro Morales (WWWF)          |                               |                           |                           |
| 1973 | Jack Brisco (NWA)             |                               |                           |                           |
| 1974 | Bruno Sammartino (WWWF)       |                               |                           |                           |
| 1975 | Mr. Wrestling II (NWA)        |                               |                           |                           |
| 1976 | Terry Funk (NWA)              | Bruno Sammartino (WWWF)       | Nick Bockwinkel (AWA)     | Paul Jones (NWA)          |
| 1977 | Dusty Rhodes (NWA)            | Superstar Billy Graham (WWWF) | Bob Backlund (WWWF)       | Harley Race (NWA, AWA)    |
| 1978 | Dusty Rhodes (NWA)            | Bob Backlund (WWWF)           | Ricky Steamboat (JCP)     | Harley Race (NWA, AWA)    |
| 1979 | Harley Race (NWA, AWA)        | Dusty Rhodes (NWA)            | Jimmy Snuka (NWA)         | Bob Backlund (WWWF)       |
| 1980 | Bob Backlund (WWWF)           | Harley Race (NWA, AWA)        | Verne Gagne (AWA)         | The Iron Sheik (NWA)      |
| 1981 | Ric Flair (NWA)               | Bob Backlund (WWWF)           | Tommy Rich (GCW)          | Dusty Rhodes (NWA)        |
| 1982 | Bob Backlund (WWWF)           | Ric Flair (NWA)               | Hulk Hogan (AWA)          | Jimmy Snuka (WWWF)        |
| 1983 | Harley Race (NWA, AWA)        | Nick Bockwinkel (AWA)         | André the Giant (WWWF)    | Bob Backlund (WWWF)       |
| 1984 | Ric Flair (NWA)               | Hulk Hogan (WWF, NJPW)        | Kerry Von Erich (WCCW)    | Rick Martel (AWA)         |
| 1985 | Ric Flair (NWA)               | Hulk Hogan (WWF)              | Rick Martel (AWA)         | Sgt. Slaughter (WWF)      |
| 1986 | Ric Flair (NWA, WCW)          | Hulk Hogan (WWF)              | Randy Savage (WWF)        | Nikita Koloff (JCP, WCW)  |
| 1987 | Hulk Hogan (WWF)              | Ric Flair (WCW)               | Randy Savage (WWF)        | Steve Williams (NWA)      |
| 1988 | Randy Savage (WWF)            | Jerry Lawler (AWA, WCCW)      | Lex Luger (NWA, WCW)      | Ric Flair (WCW)           |
| 1989 | Ric Flair (WCW)               | Hulk Hogan (WWF)              | Lex Luger (NWA, WCW)      | Ricky Steamboat (WCW)     |
| 1990 | Sting (WCW)                   | The Ultimate Warrior (WWF)    | Hulk Hogan (WWF)          | Lex Luger (NWA, WCW)      |
| 1991 | Hulk Hogan (WWF)              | Lex Luger (NWA, WCW)          | Bret Hart (WWF)           | Sting (WCW)               |
| 1992 | Ric Flair (WWF)               | Ron Simmons (WCW)             | Rick Rude (WCW)           | Bret Hart (WWF)           |
| 1993 | Big Van Vader (WCW)           | Bret Hart (WWF)               | Shawn Michaels (WWF)      | Yokozuna (WWF)            |
| 1994 | Hulk Hogan (WCW, NJPW)        | Bret Hart (WWF)               | Razor Ramon (WWF)         | Ric Flair (WCW)           |
| 1995 | Diesel (WWF)                  | Shawn Michaels (WWF)          | Sting (WCW)               | Hulk Hogan (WCW)          |
| 1996 | The Giant (WCW)               | Shawn Michaels (WWF)          | Ric Flair (WCW)           | Ahmed Johnson (WWF)       |
| 1997 | Lex Luger (WCW)               | Stone Cold Steve Austin (WWF) | The Undertaker (WWF)      | Diamond Dallas Page (WCW) |
| 1998 | Stone Cold Steve Austin (WWF) | Goldberg (WCW)                | Diamond Dallas Page (WCW) | The Rock (WWF)            |
| 1999 | Stone Cold Steve Austin (WWF) | The Rock (WWF)                | Sting (WCW)               | Taz (ECW)                 |
| 2000 | The Rock (WWF)                | Triple H (WWF)                | Booker T (WCW)            | Kurt Angle (WWF)          |
| 2001 | Stone Cold Steve Austin (WWF) | Kurt Angle (WWF)              | The Rock (WWF)            | Rob Van Dam (ECW, WWF)    |
| 2002 | Brock Lesnar (WWE/F)          | Rob Van Dam (WWE/F)           | Triple H (WWE/F)          | The Undertaker (WWE/F)    |
| 2003 | Kurt Angle (WWE)              | Brock Lesnar (WWE)            | Triple H (WWE)            | AJ Styles (TNA)           |
| 2004 | Chris Benoit (WWE)            | Randy Orton (WWE)             | Eddie Guerrero (WWE)      | AJ Styles (TNA)           |
| 2005 | Batista (WWE)                 | John Cena (WWE)               | AJ Styles (TNA)           | Samoa Joe (TNA)           |
| 2006 | John Cena (WWE)               | Samoa Joe (TNA)               | Rey Mysterio (WWE)        | Edge (WWE)                |
| 2007 | John Cena (WWE)               | Kurt Angle (TNA)              | Batista (WWE)             | Randy Orton (WWE)         |
| 2008 | Triple H (WWE)                | Kurt Angle (TNA)              | Randy Orton (WWE)         | Samoa Joe (TNA)           |
| 2009 | Randy Orton (WWE)             | John Cena (WWE)               | Chris Jericho (WWE)       | Kurt Angle (TNA)          |
| 2010 | Randy Orton (WWE)             | Rob Van Dam (TNA)             | John Cena (WWE)           | Sheamus (WWE)             |
| 2011 | CM Punk (WWE)                 | John Cena (WWE)               | Davey Richards (ROH)      | Bobby Roode (TNA)         |
| 2012 | CM Punk (WWE)                 | Sheamus (WWE)                 | Austin Aries (TNA)        | John Cena (WWE)           |
| 2013 | Daniel Bryan (WWE)            | John Cena (WWE)               | Bully Ray (TNA)           | Randy Orton (WWE)         |
| 2014 | Brock Lesnar (WWE)            | Daniel Bryan (WWE)            | AJ Styles (NJPW, ROH)     | John Cena (WWE)           |
| 2015 | Seth Rollins (WWE)            | Jay Lethal (ROH)              | Roman Reigns (WWE)        | John Cena (WWE)           |
| 2016 | AJ Styles (WWE)               | Roman Reigns (WWE)            | Kevin Owens (WWE)         | Dean Ambrose (WWE)        |
| 2017 | AJ Styles (WWE)               | Kazuchika Okada (NJPW)        | Kenny Omega (NJPW)        | Cody (NJPW)               |
| 2018 | AJ Styles (WWE)               | Kenny Omega (NJPW)            | Cody (NJPW)               | Seth Rollins (WWE)        |
| 2019 | Adam Cole (WWE)               | Chris Jericho (AEW)           | Seth Rollins (WWE)        | Kofi Kingston (WWE)       |
| 2020 | Jon Moxley (AEW)              | Bayley (WWE)                  | Chris Jericho (AEW)       | Sasha Banks (WWE)         |
| 2021 | Kenny Omega (AEW)             | Roman Reigns (WWE)            | Bianca Belair (WWE)       | Big E (WWE)               |
| 2022 | Roman Reigns (WWE)            | Jon Moxley (AEW)              | Cody Rhodes (WWE)         | Bianca Belair (WWE)       |
| 2023 | Seth Rollins (WWE)            | Gunther (WWE)                 | Will Ospreay (NJPW)       | MJF (AEW)                 |
| 2024 | Cody Rhodes (WWE)             | Gunther (WWE)                 | Will Ospreay (AEW)        | Bryan Danielson (AEW)     |

### Zawodniczka roku
| Rok  | 1. miejsce        | 2. miejsce          | 3. miejsce        | 4. miejsce      |
| ---- | ----------------- | ------------------- | ----------------- | --------------- |
| 1972 | Marie LaVerne     |                     |                   |                 |
| 1973 | Joyce Grable      |                     |                   |                 |
| 1974 | Rachel Dubois     |                     |                   |                 |
| 1975 | Ann Casey         |                     |                   |                 |
| 1976 | Sue Green         | Kitty Adams         | Early Dawn        | Vicki Williams  |
| 2000 | Stephanie McMahon | Lita                | Chyna             | Major Gunns     |
| 2001 | Lita              | Stephanie McMahon   | Stacy Keibler     | Torrie Wilson   |
| 2002 | Trish Stratus     | Stephanie McMahon   | Stacy Keibler     | Torrie Wilson   |
| 2003 | Trish Stratus     | Stephanie McMahon   | Victoria          | Torrie Wilson   |
| 2004 | Victoria          | Trish Stratus       | Stacy Keibler     | Molly Holly     |
| 2005 | Trish Stratus     | Christy Hemme       | Melina            | Lita            |
| 2006 | Trish Stratus     | Dixie Carter        | Mickie James      | Lita            |
| 2007 | Candice Michelle  | Beth Phoenix        | Gail Kim          | Karen Angle     |
| 2008 | Awesome Kong      | Beth Phoenix        | Mickie James      | Michelle McCool |
| 2009 | Mickie James      | Angelina Love       | Tara              | Michelle McCool |
| 2010 | Michelle McCool   | Angelina Love       | Madison Rayne     | Madison Eagles  |
| 2011 | Mickie James      | Kelly Kelly         | Beth Phoenix      | Madison Eagles  |
| 2012 | AJ Lee            | Gail Kim            | Eve Torres        | Sara Del Rey    |
| 2013 | AJ Lee            | Cheerleader Melissa | Dixie Carter      | Kaitlyn         |
| 2014 | AJ Lee            | Paige               | Stephanie McMahon | Jessicka Havok  |
| 2015 | Sasha Banks       | Nikki Bella         | Charlotte         | Paige           |
| 2016 | Charlotte Flair   | Sasha Banks         | Bayley            | Becky Lynch     |
| 2017 | Asuka             | Alexa Bliss         | Charlotte Flair   | Sienna          |
| 2018 | Becky Lynch       | Ronda Rousey        | Asuka             | Tessa Blanchard |
| 2019 | Becky Lynch       | Tessa Blanchard     | Shayna Baszler    | Brandi Rhodes   |
| 2021 | Britt Baker       | Bianca Belair       | Mickie James      | Deonna Purrazzo |
| 2022 | Bianca Belair     | Jade Cargill        | Thunder Rosa      | Britt Baker     |
| 2023 | Rhea Ripley       | Toni Storm          | Bianca Belair     | Athena          |
| 2024 | Toni Storm        | Liv Morgan          | Rhea Ripley       | Jordynne Grace  |

### Tag team roku
| Rok  | 1. miejsce                                                      | 2. miejsce                                                      | 3. miejsce                                                      | 4. miejsce                                               |
| ---- | --------------------------------------------------------------- | --------------------------------------------------------------- | --------------------------------------------------------------- | -------------------------------------------------------- |
| 1972 | Dick the Bruiser i The Crusher                                  |                                                                 |                                                                 |                                                          |
| 1973 | Nick Bockwinkel i Ray Stevens                                   |                                                                 |                                                                 |                                                          |
| 1974 | Jimmy i Johnny Valiant                                          |                                                                 |                                                                 |                                                          |
| 1975 | Gene i Ole Anderson                                             |                                                                 |                                                                 |                                                          |
| 1976 | The Executioners (#1 i #2)                                      | Gene i Ole Anderson                                             | Chief Jay Strongbow i Billy White Wolf                          | Jimmy i Johnny Valiant                                   |
| 1977 | Gene i Ole Anderson                                             | Prof. Tanaka i Mr. Fuji                                         | Greg Gagne i Jim Brunzell                                       | Ric Flair i Greg Valentine                               |
| 1978 | Ricky Steamboat i Paul Jones                                    | The Yukon Lumberjacks (Yukon Eric i Yukon Pierre)               | Mike Graham i Steve Keirn                                       | Greg Gagne i Jim Brunzell                                |
| 1979 | Ivan Putski i Tito Santana                                      | Jerry i Johnny Valiant                                          | Paul Jones i Baron von Raschke                                  | The Spoiler i Mark Lewin                                 |
| 1980 | Jimmy Snuka i Ray Stevens                                       | Mr. Wrestling i Mr. Wrestling II                                | The Wild Samoans (Afa i Sika)                                   | Verne Gagne i Mad Dog Vachon                             |
| 1981 | The Fabulous Freebirds (Michael Hayes i Terry Gordy)            | Rick Martel i Tony Garea                                        | Mr. Fuji i Mr. Saito                                            | Greg Gagne i Jim Brunzell                                |
| 1982 | Greg Gagne i Jim Brunzell                                       | Mr. Fuji i Mr. Saito                                            | Fabulous Freebirds (Michael Hayes, Terry Gordy i Buddy Roberts) | Ole Anderson i Stan Hansen                               |
| 1983 | The Road Warriors (Hawk i Animal)                               | Kerry, Kevin, David i Mike Von Erich                            | Fabulous Freebirds (Michael Hayes, Terry Gordy i Buddy Roberts) | Jack i Jerry Brisco                                      |
| 1984 | The Road Warriors (Hawk i Animal)                               | Kerry, Kevin, David i Mike Von Erich                            | The Fabulous Ones (Stan Lane i Steve Keirn)                     | The Rock ’n’ Roll Express (Ricky Morton i Robert Gibson) |
| 1985 | The Road Warriors (Hawk i Animal)                               | Ted DiBiase i Steve Williams                                    | Ivan i Nikita Koloff                                            | The British Bulldogs (Davey Boy Smith i Dynamite Kid)    |
| 1986 | The Rock ’n’ Roll Express (Ricky Morton i Robert Gibson)        | The Road Warriors (Hawk i Animal)                               | The British Bulldogs (Davey Boy Smith i Dynamite Kid)           | The Midnight Rockers (Shawn Michaels i Marty Jannetty)   |
| 1987 | The Midnight Express (Bobby Eaton i Stan Lane)                  | The Hart Foundation (Bret Hart i Jim Neidhart)                  | The Road Warriors (Hawk i Animal)                               | Rock ’n’ Roll Express (Ricky Morton i Robert Gibson)     |
| 1988 | The Road Warriors (Hawk i Animal)                               | The Midnight Express (Bobby Eaton i Stan Lane)                  | Demolition (Ax i Smash)                                         | The Brain Busters (Arn Anderson i Tully Blanchard)       |
| 1989 | The Brain Busters (Arn Anderson i Tully Blanchard)              | Demolition (Ax i Smash)                                         | The Road Warriors (Hawk i Animal)                               | Fabulous Freebirds (Michael Hayes i Jimmy Garvin)        |
| 1990 | The Steiner Brothers (Rick i Scott Steiner)                     | Demolition (Ax i Smash)                                         | Doom (Ron Simmons i Butch Reed)                                 | The Road Warriors (Hawk i Animal)                        |
| 1991 | The Enforcers (Arn Anderson i Larry Zbyszko)                    | The Legion od Doom (Hawk i Animal)                              | The Steiner Brothers (Rick i Scott Steiner)                     | Jeff Jarrett i Robert Fuller                             |
| 1992 | Terry Gordy i Steve Williams                                    | The Natural Disasters (Earthquake i Typhoon)                    | The Steiner Brothers (Rick i Scott Steiner)                     | Barry Windham i Dustin Rhodes                            |
| 1993 | The Steiner Brothers (Rick i Scott Steiner)                     | The Hollywood Blonds (Steve Austin i Brian Pillman)             | Money Inc. (Ted DiBiase i Irwin R. Schyster)                    | The Heavenly Bodies (Tom Prichard i Stan Lane)           |
| 1994 | The Nasty Boys (Brian Knobs i Jerry Sags)                       | The Headshrinkers (Samu i Fatu)                                 | The Public Enemy (Johnny Grunge i Rocco Rock)                   | Rock ’n’ Roll Express (Ricky Morton i Robert Gibson)     |
| 1995 | Harlem Heat (Booker T i Stevie Ray)                             | The Smoking Gunns (Billy i Bart Gunn)                           | Owen Hart i Yokozuna                                            | The Steiner Brothers (Rick i Scott Steiner)              |
| 1996 | Harlem Heat (Booker T i Stevie Ray)                             | The Eliminators (Perry Saturn i John Kronus)                    | The Steiner Brothers (Rick i Scott Steiner)                     | The Gangstas (New Jack i Mustapha Saed)                  |
| 1997 | The Outsiders (Scott Hall i Kevin Nash)                         | The Steiner Brothers (Rick i Scott Steiner)                     | The Legion od Doom (Hawk i Animal)                              | Lex Luger i The Giant                                    |
| 1998 | The New Age Outlaws (Road Dogg i Billy Gunn)                    | Sabu i Rob Van Dam                                              | Mankind i Kane                                                  | The Brothers of Destruction (The Undertaker i Kane)      |
| 1999 | Kane i X-Pac                                                    | The Hardy Boyz (Matt i Jeff Hardy)                              | The Dudley Boyz (Bubba Ray i D-Von Dudley)                      | Harlem Heat (Booker T i Stevie Ray)                      |
| 2000 | The Hardy Boyz (Matt i Jeff Hardy)                              | Edge i Christian                                                | The Dudley Boyz (Bubba Ray i D-Von Dudley)                      | KroniK (Brian Adams i Bryan Clark)                       |
| 2001 | The Dudley Boyz (Bubba Ray i D-Von Dudley)                      | The Brothers of Destruction (The Undertaker i Kane)             | The Hardy Boyz (Matt i Jeff Hardy)                              | The Acolytes (Bradshaw i Faarooq)                        |
| 2002 | Billy i Chuck                                                   | Booker T i Goldust                                              | 3-Minute Warning (Rosey i Jamal)                                | Kurt Angle i Chris Benoit                                |
| 2003 | The World’s Greatest Tag Team (Charlie Haas i Shelton Benjamin) | America’s Most Wanted (Chris Harris i James Storm)              | The Dudley Boyz (Bubba Ray i D-Von Dudley)                      | Los Guerreros (Eddie i Chavo Guerrero)                   |
| 2004 | America’s Most Wanted (Chris Harris i James Storm)              | La Résistance (Sylvain Grenier i Robert Conway)                 | The Dudley Boyz (Bubba Ray i D-Von Dudley)                      | Charlie Haas i Rico                                      |
| 2005 | MNM (Joey Mercury i Johnny Nitro)                               | The Naturals (Chase Stevens i Andy Douglas)                     | Road Warrior Animal i Heidenreich                               | America’s Most Wanted (Chris Harris i James Storm)       |
| 2006 | AJ Styles i Christopher Daniels                                 | Paul London i Brian Kendrick                                    | D-Generation X (Shawn Michaels i Triple H)                      | Big Show i Kane                                          |
| 2007 | Paul London i Brian Kendrick                                    | Team 3D (Brother Ray i Brother Devon)                           | The Briscoe Brothers (Jay i Mark Briscoe)                       | Deuce ’n Domino                                          |
| 2008 | Beer Money Inc. (Robert Roode i James Storm)                    | John Morrison i The Miz                                         | Ted DiBiase i Cody Rhodes                                       | The Latin American Xchange (Homicide i Hernandez)        |
| 2009 | Team 3D (Brother Ray i Brother Devon)                           | Beer Money Inc. (Robert Roode i James Storm)                    | Chris Jericho i The Big Show                                    | D-Generation X (Shawn Michaels i Triple H)               |
| 2010 | The Motor City Machine Guns (Alex Shelley i Chris Sabin)        | The Hart Dynasty (Tyson Kidd i David Hart Smith)                | The Kings of Wrestling (Claudio Castagnoli i Chris Hero)        | Beer Money Inc. (Robert Roode i James Storm)             |
| 2011 | Beer Money Inc. (Robert Roode i James Storm)                    | Wrestling's Greatest Tag Team (Charlie Haas i Shelton Benjamin) | Air Boom (Evan Bourne i Kofi Kingston)                          | The Kings of Wrestling (Claudio Castagnoli i Chris Hero) |
| 2012 | Kofi Kingston i R-Truth                                         | Bad Influence (Christopher Daniels i Frankie Kazarian)          | Team Hell No (Daniel Bryan i Kane)                              | Samoa Joe i Magnus                                       |
| 2013 | The Shield (Seth Rollins i Roman Reigns)                        | Cody Rhodes i Goldust                                           | Team Hell No (Daniel Bryan i Kane)                              | reDRagon (Bobby Fish i Kyle O’Reilly)                    |
| 2014 | The Usos (Jimmy Uso i Jey Uso)                                  | reDRagon (Bobby Fish i Kyle O’Reilly)                           | The Wolves (Davey Richards i Eddie Edwards)                     | Goldust i Stardust                                       |
| 2015 | The New Day (Big E, Kofi Kingston i Xavier Woods)               | The Young Bucks (Matt i Nick Jackson)                           | The Wolves (Davey Richards i Eddie Edwards)                     | reDRagon (Bobby Fish i Kyle O’Reilly)                    |
| 2016 | The New Day (Big E, Kofi Kingston i Xavier Woods)               | The Young Bucks (Matt i Nick Jackson)                           | Enzo and Cass (Enzo Amore i Big Cass)                           | The Revival (Dash Wilder i Scott Dawson)                 |
| 2017 | The Young Bucks (Matt i Nick Jackson)                           | The Bar (Cesaro i Sheamus)                                      | The Shield (Dean Ambrose i Seth Rollins)                        | The Usos (Jimmy Uso i Jey Uso)                           |
| 2018 | The Young Bucks (Matt i Nick Jackson)                           | The New Day (Big E, Kofi Kingston i Xavier Woods)               | The Undisputed Era (Kyle O’Reilly i Roderick Strong)            | LAX (Santana i Ortiz)                                    |
| 2019 | The Undisputed Era (Bobby Fish i Kyle O’Reilly)                 | The Young Bucks (Matt i Nick Jackson)                           | The Lucha Bros. (Rey Fenix i Pentagón Jr.)                      | The New Day (Big E, Kofi Kingston i Xavier Woods)        |
| 2020 | Golden Role Models (Bayley i Sasha Banks)                       | FTR (Cash Wheeler i Dax Harwood)                                | Adam Page i Kenny Omega                                         | The Street Profits (Angelo Dawkins i Montez Ford)        |
| 2021 | The Young Bucks (Matt i Nick Jackson)                           | Lucha Brothers (Rey Fenix i Penta El Zero Miedo)                | The Usos (Jimmy Uso i Jey Uso)                                  | The New Day (Kofi Kingston i King Woods)                 |
| 2022 | FTR (Cash Wheeler i Dax Harwood)                                | The Usos (Jimmy Uso i Jey Uso)                                  | The Acclaimed (Anthony Bowens i Max Caster)                     | The Motor City Machine Guns (Alex Shelley i Chris Sabin) |
| 2023 | FTR (Cash Wheeler i Dax Harwood)                                | Kevin Owens i Sami Zayn                                         | Better Than You Bay Bay (Adam Cole i MJF)                       | The Usos (Jimmy Uso i Jey Uso)                           |
| 2024 | Bianca Belair i Jade Cargill                                    | The Young Bucks (Matt i Nick Jackson)                           | Axiom i Nathan Frazer                                           | The Judgment Day (Finn Bálor i JD McDonagh)              |

### Stajnia roku
| Rok  | 1. miejsce       | 2. miejsce            | 3. miejsce                   | 4. miejsce       |
| ---- | ---------------- | --------------------- | ---------------------------- | ---------------- |
| 2021 | The Inner Circle | The Elite             | The Bloodline                | Bullet Club      |
| 2022 | The Bloodline    | Blackpool Combat Club | Jericho Appreciation Society | Bullet Club      |
| 2023 | The Judgment Day | Blackpool Combat Club | The Bloodline                | Bullet Club Gold |
| 2024 | The Bloodline    | The Wyatt Sicks       | The Judgment Day             | The Death Riders |

### Walka roku
| Rok  | Data           | Walka                                                                     | Gala                                         | Miejsce        | Uwagi                                                                      |
| ---- | -------------- | ------------------------------------------------------------------------- | -------------------------------------------- | -------------- | -------------------------------------------------------------------------- |
| 1972 | 14 stycznia    | Bruno Sammartino zwycięża Battle royal                                    | Battle Royal in Los Angeles                  | Los Angeles    | Battle Royal                                                               |
| 1973 | 24 maja        | Dory Funk Jr. vs. Harley Race                                             |                                              | Kansas City    | O NWA World Heavyweight Championship                                       |
| 1974 | 27 stycznia    | Jack Brisco vs. Dory Funk Jr.                                             |                                              | Osaka          | O NWA World Heavyweight Championship                                       |
| 1975 | 17 marca       | Bruno Sammartino vs. Spiros Arion                                         |                                              | Nowy Jork      | O WWWF Heavyweight Championship                                            |
| 1976 | 26 kwietnia    | Bruno Sammartino vs. Stan Hansen                                          |                                              | Nowy Jork      | O WWWF Heavyweight Championship                                            |
| 1977 | 30 kwietnia    | Bruno Sammartino vs. Superstar Billy Graham                               |                                              | Baltimore      | O WWWF Heavyweight Championship                                            |
| 1978 | 20 lutego      | Superstar Billy Graham vs. Bob Backlund                                   |                                              | Nowy Jork      | O WWWF Heavyweight Championship                                            |
| 1979 | 21 sierpnia    | Harley Race vs. Dusty Rhodes                                              |                                              | Tampa          | O NWA World Heavyweight Championship                                       |
| 1980 | 9 kwietnia     | Bruno Sammartino vs. Larry Zbyszko                                        | Showdown at Shea                             | Flushing       | Steel Cage match                                                           |
| 1981 | 2 maja         | André the Giant vs. Killer Khan                                           |                                              | Rochester      | Texas Death match                                                          |
| 1982 | 28 czerwca     | Bob Backlund vs. Jimmy Snuka                                              |                                              | Nowy Jork      | Steel Cage match o WWF Heavyweight Championship                            |
| 1983 | 10 czerwca     | Ric Flair vs. Harley Race                                                 |                                              | St. Louis      | O NWA World Heavyweight Championship                                       |
| 1984 | 6 maja         | Ric Flair vs. Kerry Von Erich                                             | David Von Erich Memorial Parade of Champions | Irving         | O NWA World Heavyweight Championship                                       |
| 1985 | 31 marca       | Hulk Hogan i Mr. T vs. Roddy Piper i Paul Orndorff                        | WrestleMania                                 | Nowy Jork      |                                                                            |
| 1986 | 26 lipca       | Ric Flair vs. Dusty Rhodes                                                | The Great American Bash                      | Greensboro     | Steel Cage match o pas NWA World Heavyweight Championship                  |
| 1987 | 29 marca       | Randy Savage vs. Ricky Steamboat                                          | WrestleMania III                             | Pontiac        | O WWF Intercontinental Championship                                        |
| 1988 | 5 lutego       | Hulk Hogan vs. André the Giant                                            | The Main Event                               | Indianapolis   | O WWF World Heavyweight Championship                                       |
| 1989 | 7 maja         | Ricky Steamboat vs. Ric Flair                                             | WrestleWar                                   | Nashville      | O NWA World Heavyweight Championship                                       |
| 1990 | 1 kwietnia     | Hulk Hogan vs. The Ultimate Warrior                                       | WrestleMania VI                              | Toronto        | O WWF Championship i WWF Intercontinental Championship                     |
| 1991 | 19 maja        | The Steiner Brothers (Rick Steiner i Scott Steiner) vs. Sting i Lex Luger | SuperBrawl                                   | St. Petersburg | O WCW World Tag Team Championship                                          |
| 1992 | 29 sierpnia    | Bret Hart vs. The British Bulldog                                         | SummerSlam                                   | Londyn         | O WWF Intercontinental Championship                                        |
| 1993 | 17 maja        | Shawn Michaels vs. Marty Jannetty                                         | Raw                                          | Nowy Jork      | O WWF Intercontinental Championship                                        |
| 1994 | 20 marca       | Razor Ramon vs. Shawn Michaels                                            | WrestleMania X                               | Nowy Jork      | Ladder match o WWF Intercontinental Championship                           |
| 1995 | 2 kwietnia     | Diesel vs. Shawn Michaels                                                 | WrestleMania XI                              | Hartford       | O WWF Championship                                                         |
| 1996 | 31 marca       | Bret Hart vs. Shawn Michaels                                              | WrestleMania XII                             | Anaheim        | Iron Man match o WWF Championship                                          |
| 1997 | 23 marca       | Bret Hart vs. Stone Cold Steve Austin                                     | WrestleMania 13                              | Rosemont       | No Disqualification Submission match, Ken Shamrock jako sędzia specjalny   |
| 1998 | 28 czerwca     | The Undertaker vs. Mankind                                                | King of the Ring                             | Pittsburgh     | Hell in a Cell match                                                       |
| 1999 | 24 stycznia    | The Rock vs. Mankind                                                      | Royal Rumble                                 | Anaheim        | „I Quit” match o WWF Championship                                          |
| 2000 | 2 kwietnia     | The Dudley Boyz vs. The Hardy Boyz vs. Edge i Christian                   | WrestleMania 2000                            | Anaheim        | Triangle Ladder match o WWF Tag Team Championship                          |
| 2001 | 1 kwietnia     | The Dudley Boyz vs. The Hardy Boyz vs. Edge i Christian                   | WrestleMania X-Seven                         | Houston        | TLC match o WWF Tag Team Championship                                      |
| 2002 | 17 marca       | The Rock vs. Hollywood Hogan                                              | WrestleMania X8                              | Toronto        |                                                                            |
| 2003 | 16 września    | Kurt Angle vs. Brock Lesnar                                               | SmackDown!                                   | Raleigh        | 60-minutowy Iron Man match o WWE Championship                              |
| 2004 | 14 marca       | Triple H vs. Chris Benoit vs. Shawn Michaels                              | WrestleMania XX                              | Nowy Jork      | Triple Threat match o World Heavyweight Championship                       |
| 2005 | 3 kwietnia     | Shawn Michaels vs. Kurt Angle                                             | WrestleMania 21                              | Los Angeles    |                                                                            |
| 2006 | 2 kwietnia     | Shawn Michaels vs. Vince McMahon                                          | Wrestlemania 22                              | Rosemont       | No Holds Barred match                                                      |
| 2007 | 23 kwietnia    | John Cena vs. Shawn Michaels                                              | Raw                                          | Londyn         |                                                                            |
| 2008 | 30 marca       | Shawn Michaels vs. Ric Flair                                              | WrestleMania XXIV                            | Orlando        | Career Threatening match                                                   |
| 2009 | 5 kwietnia     | The Undertaker vs. Shawn Michaels                                         | WrestleMania XXV                             | Houston        |                                                                            |
| 2010 | 28 marca       | The Undertaker vs. Shawn Michaels                                         | WrestleMania XXVI                            | Phoenix        | Streak vs. Career match                                                    |
| 2011 | 17 lipca       | CM Punk vs. John Cena                                                     | Money in the Bank                            | Rosemont       | O WWE Championship                                                         |
| 2012 | 1 kwietnia     | The Undertaker vs. Triple H                                               | WrestleMania XXVIII                          | Miami Gardens  | Hell in a Cell match, Shawn Michaels jako sędzia specjalny                 |
| 2013 | 18 sierpnia    | John Cena vs. Daniel Bryan                                                | SummerSlam                                   | Los Angeles    | O WWE Championship, Triple H jako sędzia specjalny                         |
| 2014 | 1 czerwca      | John Cena vs. Bray Wyatt                                                  | Payback                                      | Rosemont       | Last Man Standing match                                                    |
| 2015 | 7 października | Bayley vs. Sasha Banks                                                    | NXT TakeOver: Respect                        | Brooklyn       | 30-minutowy Iron Woman match o NXT Women’s Championship                    |
| 2016 | 21 sierpnia    | AJ Styles vs. John Cena                                                   | SummerSlam                                   | Brooklyn       |                                                                            |
| 2017 | 4 stycznia     | Kazuchika Okada vs. Kenny Omega                                           | Wrestle Kingdom 11                           | Tokio          | O IWGP Heavyweight Championship                                            |
| 2018 | 9 czerwca      | Kazuchika Okada vs. Kenny Omega                                           | Dominion 6.9 in Osaka-Jo Hall                | Osaka          | No time limit Two out of three falls match o IWGP Heavyweight Championship |
| 2019 | 25 maja        | Cody vs. Dustin Rhodes                                                    | Double or Nothing                            | Paradise       |                                                                            |
| 2020 | 29 lutego      | Adam Page i Kenny Omega vs. The Young Bucks (Matt i Nick Jackson)         | Revolution                                   | Chicago        | O AEW World Tag Team Championship                                          |
| 2021 | 17 marca       | Britt Baker vs. Thunder Rosa                                              | St. Patrick’s Day Slam                       | Jacksonville   | Unsanctioned Lights Out match                                              |
| 2022 | 5 czerwca      | Cody Rhodes vs. Seth Rollins                                              | Hell in a Cell                               | Rosemont       | Hell in a Cell match                                                       |
| 2023 | 1 kwietnia     | Rhea Ripley vs. Charlotte Flair                                           | WrestleMania 39                              | Inglewood      | O WWE SmackDown Women’s Championship                                       |
| 2024 | 7 kwietnia     | Cody Rhodes vs. Roman Reigns                                              | WrestleMania XL                              | Filadelfia     | Bloodline Rules match o Undisputed WWE Universal Championship              |

### Feudroku
| Rok  | 1. miejsce | 2. miejsce                                                                        | 3. miejsce                                                                                       | 4. miejsce |
| ---- | --- | --------------------------------------------------------------------------------- | ------------------------------------------------------------------------------------------------ | --- |
| 1986 | Hulk Hogan vs. Paul Orndorff | Ric Flair vs. Dusty Rhodes                                                        | The Sheepherders (Luke Williams i Butch Miller) vs. The Fantastics (Bobby Fulton i Tommy Rogers) | The Midnight Express (Dennis Condrey i Bobby Eaton) vs. The Rock ’n’ Roll Express (Ricky Morton i Robert Gibson) |
| 1987 | The Four Horsemen (Ric Flair, Arn Anderson, Tully Blanchard i Lex Luger) vs. The Super Powers (Dusty Rhodes i Nikita Koloff) oraz The Road Warriors (Hawk i Animal) | Randy Savage vs. Ricky Steamboat                                                  | Jerry Lawler vs. Tommy Rich i Austin Idol                                                        | Brian Adias vs. Kevin Von Erich                                                                                  |
| 1988 | Ric Flair vs. Lex Luger | Rick Rude vs. Jake Roberts                                                        | Kerry Von Erich vs. Jerry Lawler                                                                 | The Mega Powers (Hulk Hogan i Randy Savage) vs. The Mega Bucks (Ted DiBiase i André the Giant)                   |
| 1989 | Ric Flair vs. Terry Funk | Hulk Hogan vs. Randy Savage                                                       | Skandor Akbar’s Devastation Inc. vs. Eric Embry                                                  | Roddy Piper vs. Rick Rude                                                                                        |
| 1990 | Ric Flair vs. Lex Luger | Hulk Hogan vs. Earthquake                                                         | The Ultimate Warrior vs. Rick Rude                                                               | Chris Adams vs. Steve Austin                                                                                     |
| 1991 | The Ultimate Warrior vs. The Undertaker | Hulk Hogan vs. Sgt. Slaughter                                                     | Sting vs. Cactus Jack i Abdullah the Butcher                                                     | Lex Luger vs. Ron Simmons                                                                                        |
| 1992 | The Moondogs (Spot i Cujo) vs. Jerry Lawler i Jeff Jarrett | Ric Flair vs. Randy Savage                                                        | The Ultimate Warrior vs. Papa Shango                                                             | Rick Rude vs. Ricky Steamboat                                                                                    |
| 1993 | Bret Hart vs. Jerry Lawler | Rick Rude vs. Dustin Rhodes                                                       | Cactus Jack vs. Vader                                                                            | Tony Anthony vs. Tracy Smothers                                                                                  |
| 1994 | Bret Hart vs. Owen Hart | Ric Flair vs. Hulk Hogan                                                          | Randy Savage vs. Crush                                                                           | Sabu vs. Terry Funk                                                                                              |
| 1995 | Axl Rotten vs. Ian Rotten | Harlem Heat (Stevie Ray i Booker T) vs. The Nasty Boys (Brian Knobs i Jerry Sags) | Jeff Jarrett vs. Razor Ramon                                                                     | Ric Flair vs. Randy Savage                                                                                       |
| 1996 | Eric Bischoff vs. Vince McMahon | Ric Flair vs. Randy Savage                                                        | The Undertaker vs. Mankind                                                                       | Jamie Dundee vs. Wolfie D                                                                                        |
| 1997 | Diamond Dallas Page vs. Macho Man Randy Savage | Stone Cold Steve Austin vs. Bret Hart                                             | Hollywood Hogan vs. Roddy Piper                                                                  | Sabu vs. Taz |
| 1998 | Vince McMahon vs. Stone Cold Steve Austin | nWo Wolfpac vs. nWo Hollywood                                                     | Ric Flair vs. Eric Bischoff                                                                      | The Rock vs. Ken Shamrock                                                                                        |
| 1999 | Vince McMahon vs. Stone Cold Steve Austin | Triple H vs. The Rock                                                             | Jerry Lynn vs. Rob Van Dam                                                                       | Ric Flair vs. Hollywood Hogan                                                                                    |
| 2000 | Triple H vs. Kurt Angle | Triple H vs. The Rock                                                             | Booker T vs. Jeff Jarrett                                                                        | Edge i Christian vs. The Hardy Boyz (Matt i Jeff Hardy)                                                          |
| 2001 | Shane McMahon vs. Vince McMahon | Booker T vs. The Rock                                                             | Chris Benoit vs. Kurt Angle                                                                      | Edge vs. Christian                                                                                               |
| 2002 | Eric Bischoff vs. Stephanie McMahon | Kurt Angle vs. Edge                                                               | Triple H vs. Stephanie McMahon                                                                   | Trish Stratus vs. Molly Holly                                                                                    |
| 2003 | Brock Lesnar vs. Kurt Angle | Hulk Hogan vs. Vince McMahon                                                      | Stone Cold Steve Austin vs. Eric Bischoff                                                        | Jeff Jarrett vs. Raven                                                                                           |
| 2004 | Triple H vs. Chris Benoit | Randy Orton vs. Mick Foley                                                        | Christian i Trish Stratus vs. Chris Jericho                                                      | Matt Hardy vs. Kane                                                                                              |
| 2005 | Matt Hardy vs. Edge i Lita | AJ Styles vs. Christopher Daniels                                                 | Rey Mysterio vs. Eddie Guerrero                                                                  | Batista vs. Triple H                                                                                             |
| 2006 | John Cena vs. Edge | D-Generation X (Triple H and Shawn Michaels) vs. Shane McMahon i Vince McMahon    | Sting vs. Jeff Jarrett                                                                           | Trish Stratus vs. Mickie James                                                                                   |
| 2007 | Kurt Angle vs. Samoa Joe | Batista vs. The Undertaker                                                        | John Cena vs. Shawn Michaels                                                                     | John Cena vs. Randy Orton                                                                                        |
| 2008 | Chris Jericho vs. Shawn Michaels | Kurt Angle vs. AJ Styles                                                          | The Undertaker vs. Edge                                                                          | Beer Money Inc. (Robert Roode i James Storm) vs. The Latin American Xchange (Homicide i Hernandez)               |
| 2009 | Randy Orton vs. Triple H | CM Punk vs. Jeff Hardy                                                            | Main Event Mafia vs. TNA Frontline                                                               | Kurt Angle vs. Jeff Jarrett                                                                                      |
| 2010 | The Nexus vs. WWE | Bret Hart vs. Vince McMahon                                                       | Kurt Angle vs. Mr. Anderson                                                                      | John Cena vs. Batista                                                                                            |
| 2011 | CM Punk vs. John Cena | Randy Orton vs. Christian                                                         | Kurt Angle vs. Jeff Jarrett                                                                      | The Briscoe Brothers (Jay i Mark Briscoe) vs. All Night Express (Kenny King i Rhett Titus)                       |
| 2012 | Aces & Eights vs. TNA | The Rock vs. John Cena                                                            | CM Punk vs. Daniel Bryan                                                                         | Adam Pearce vs. Colt Cabana                                                                                      |
| 2013 | Daniel Bryan vs. The Authority | CM Punk vs. Paul Heyman                                                           | Daniel Bryan vs. Randy Orton                                                                     | The Rock vs. John Cena                                                                                           |
| 2014 | Seth Rollins vs. Dean Ambrose | The Wyatt Family vs. The Shield                                                   | John Cena vs. Brock Lesnar                                                                       | Bully Ray vs. Dixie Carter                                                                                       |
| 2015 | Brock Lesnar vs. The Undertaker | John Cena vs. Kevin Owens                                                         | Seth Rollins vs. John Cena                                                                       | Hiroshi Tanahashi vs. Kazuchika Okada                                                                            |
| 2016 | Charlotte Flair vs. Sasha Banks | John Cena vs. AJ Styles                                                           | Sami Zayn vs. Kevin Owens                                                                        | AJ Styles vs. Dean Ambrose                                                                                       |
| 2017 | Kazuchika Okada vs. Kenny Omega | Braun Strowman vs. Roman Reigns                                                   | Chris Jericho vs. Kevin Owens                                                                    | Braun Strowman vs. Brock Lesnar                                                                                  |
| 2018 | Johnny Gargano vs. Tommaso Ciampa | AJ Styles vs. Samoa Joe                                                           | Daniel Bryan vs. The Miz                                                                         | Brock Lesnar vs. Roman Reigns                                                                                    |
| 2019 | Johnny Gargano vs. Adam Cole | Jon Moxley vs. Kenny Omega                                                        | Becky Lynch vs. Charlotte Flair                                                                  | Ronda Rousey vs. Becky Lynch                                                                                     |
| 2020 | Bayley vs. Sasha Banks | Edge vs. Randy Orton                                                              | Chris Jericho vs. Orange Cassidy                                                                 | MJF vs. Cody |
| 2021 | Chris Jericho vs. MJF | Bianca Belair vs. Sasha Banks                                                     | Thunder Rosa vs. Britt Baker                                                                     | Edge vs. Roman Reigns                                                                                            |
| 2022 | CM Punk vs. MJF | Blackpool Combat Club vs. Jericho Appreciation Society                            | Roman Reigns vs. Brock Lesnar                                                                    | Becky Lynch vs. Bianca Belair                                                                                    |
| 2023 | Sami Zayn vs. The Bloodline | CM Punk vs. AEW                                                                   | Cody Rhodes vs. Brock Lesnar                                                                     | Becky Lynch vs. Trish Stratus                                                                                    |
| 2024 | CM Punk vs. Drew McIntyre | Adam Page vs. Swerve Strickland                                                   | Liv Morgan vs. Rhea Ripley                                                                       | Mariah May vs. Toni Storm                                                                                        |

### Najpopularniejszy zawodnik roku, najlepszyface
| Rok  | 1. miejsce               | 2. miejsce              | 3. miejsce           | 4. miejsce                                  |
| ---- | ------------------------ | ----------------------- | -------------------- | ------------------------------------------- |
| 1972 | Jack Brisco / Fred Curry |                         |                      |                                             |
| 1973 | Chief Jay Strongbow      |                         |                      |                                             |
| 1974 | Billy Robinson           |                         |                      |                                             |
| 1975 | Mil Máscaras             |                         |                      |                                             |
| 1976 | Wahoo McDaniel           | Chief Jay Strongbow     | Mr. Wrestling II     | Ivan Putski                                 |
| 1977 | André the Giant          | Dusty Rhodes            | Bob Backlund         | Mil Máscaras                                |
| 1978 | Dusty Rhodes             | André the Giant         | Ricky Steamboat      | Bob Backlund                                |
| 1979 | Dusty Rhodes             | André the Giant         | Ivan Putski          | Mr. Wrestling II                            |
| 1980 | Mr. Wrestling II         | Dusty Rhodes            | André the Giant      | Bruno Sammartino                            |
| 1981 | Tommy Rich               | Bob Backlund            | André the Giant      | Dusty Rhodes                                |
| 1982 | André the Giant          | Tommy Rich              | Hulk Hogan           | Dusty Rhodes                                |
| 1983 | Jimmy Snuka              | Dusty Rhodes            | David Von Erich      | Junkyard Dog                                |
| 1984 | Kerry Von Erich          | Hulk Hogan              | Dusty Rhodes         | Sgt. Slaughter                              |
| 1985 | Hulk Hogan               | Magnum T.A.             | Kerry Von Erich      | Tito Santana                                |
| 1986 | Roddy Piper              | Hulk Hogan              | Ricky Morton         | Nikita Koloff                               |
| 1987 | Dusty Rhodes             | Hulk Hogan              | Randy Savage         | Nikita Koloff                               |
| 1988 | Randy Savage             | Hulk Hogan              | Sting                | Lex Luger                                   |
| 1989 | Hulk Hogan               | Ric Flair               | Sting                | The Ultimate Warrior                        |
| 1990 | Hulk Hogan               | Sting                   | The Ultimate Warrior | Lex Luger                                   |
| 1991 | Sting                    | Hulk Hogan              | Sid Justice          | The Steiner Brothers (Rick i Scott Steiner) |
| 1992 | Sting                    | The Ultimate Warrior    | The Undertaker       | Ron Simmons                                 |
| 1993 | Lex Luger                | Sting                   | Bret Hart            | Dustin Rhodes                               |
| 1994 | Sting                    | Bret Hart               | The Undertaker       | Hulk Hogan                                  |
| 1995 | Shawn Michaels           | Sting                   | Diesel               | Hulk Hogan                                  |
| 1996 | Shawn Michaels           | Randy Savage            | Sycho Sid            | The Undertaker                              |
| 1997 | Sting                    | Stone Cold Steve Austin | Ric Flair            | Diamond Dallas Page                         |
| 1998 | Stone Cold Steve Austin  | Goldberg                | The Rock             | Diamond Dallas Page                         |
| 1999 | The Rock                 | Stone Cold Steve Austin | Goldberg             | Mankind                                     |
| 2000 | The Rock                 | Rob Van Dam             | Chris Jericho        | Goldberg                                    |
| 2001 | Rob Van Dam              | The Rock                | Chris Jericho        | Kurt Angle                                  |
| 2002 | Rob Van Dam              | Hollywood Hulk Hogan    | Booker T             | The Rock                                    |
| 2003 | Kurt Angle               | Stone Cold Steve Austin | Rob Van Dam          | Rey Mysterio                                |
| 2004 | John Cena                | Chris Benoit            | Eddie Guerrero       | Eugene                                      |
| 2005 | John Cena                | Batista                 | AJ Styles            | Rey Mysterio                                |
| 2006 | Samoa Joe                | John Cena               | Rey Mysterio         | Sting                                       |
| 2007 | John Cena                | The Undertaker          | Sting                | CM Punk                                     |
| 2008 | Jeff Hardy               | Shawn Michaels          | Samoa Joe            | The Undertaker                              |
| 2009 | Jeff Hardy               | John Cena               | Sting                | The Undertaker                              |
| 2010 | Randy Orton              | John Cena               | Rob Van Dam          | Daniel Bryan                                |
| 2011 | CM Punk                  | John Cena               | Sting                | Randy Orton                                 |
| 2012 | John Cena                | Sheamus                 | Randy Orton          | Jeff Hardy                                  |
| 2013 | Daniel Bryan             | John Cena               | CM Punk              | Dolph Ziggler                               |
| 2014 | Dean Ambrose             | Daniel Bryan            | John Cena            | The Usos                                    |
| 2015 | Dean Ambrose             | Brock Lesnar            | Finn Bálor           | Shinsuke Nakamura                           |
| 2016 | Shinsuke Nakamura        | Dean Ambrose            | Bayley               | Enzo and Cass (Enzo Amore i Big Cass)       |
| 2017 | AJ Styles                | Shinsuke Nakamura       | Braun Strowman       | Kazuchika Okada                             |
| 2018 | AJ Styles                | Seth Rollins            | Becky Lynch          | Ronda Rousey                                |
| 2019 | Becky Lynch              | Jon Moxley              | Kofi Kingston        | Johnny Gargano                              |
| 2020 | Orange Cassidy           | Jon Moxley              | Drew McIntyre        | Keith Lee                                   |
| 2021 | CM Punk                  | Adam Page               | Big E                | Bianca Belair                               |
| 2022 | Jon Moxley               | Roman Reigns            | CM Punk              | Bianca Belair                               |
| 2023 | Cody Rhodes              | LA Knight               | MJF                  | Sami Zayn                                   |
| 2024 | Cody Rhodes              | Jey Uso                 | Joe Hendry           | Rhea Ripley                                 |

### Najbardziej znienawidzony zawodnik roku, najlepszyheel
| Rok  | 1. miejsce                   | 2. miejsce                                        | 3. miejsce             | 4. miejsce                                 |
| ---- | ---------------------------- | ------------------------------------------------- | ---------------------- | ------------------------------------------ |
| 1972 | The Sheik                    |                                                   |                        |                                            |
| 1973 | Superstar Billy Graham       |                                                   |                        |                                            |
| 1974 | The Great Mephisto           |                                                   |                        |                                            |
| 1975 | Greg Valentine               |                                                   |                        |                                            |
| 1976 | Stan Hansen                  | Ox Baker                                          | Terry Funk             | The Spoiler                                |
| 1977 | Ken Patera                   | Ric Flair                                         | Superstar Billy Graham | Nick Bockwinkel                            |
| 1978 | Ric Flair                    | Ken Patera                                        | Victor Rivera          | Bob Orton Jr.                              |
| 1979 | Greg Valentine               | Terry Funk                                        | Ken Patera             | Ivan Koloff                                |
| 1980 | Larry Zbyszko                | Greg Valentine                                    | Ernie Ladd             | Hulk Hogan                                 |
| 1981 | Ken Patera                   | Don Muraco                                        | Nick Bockwinkel        | Roddy Piper                                |
| 1982 | Ted DiBiase                  | Blackjack Mulligan                                | Superstar Billy Graham | Buzz Sawyer                                |
| 1983 | Greg Valentine               | Masked Superstar                                  | Kevin Sullivan         | Michael Hayes                              |
| 1984 | Roddy Piper                  | Kevin Sullivan                                    | Tully Blanchard        | The Iron Sheik                             |
| 1985 | Roddy Piper                  | Chris Adams                                       | Ted DiBiase            | Big John Studd                             |
| 1986 | Paul Orndorff                | Ric Flair                                         | Colonel DeBeers        | Rick Rude                                  |
| 1987 | Ric Flair                    | André the Giant                                   | The Honky Tonk Man     | Lex Luger                                  |
| 1988 | André the Giant              | Barry Windham                                     | Eddie Gilbert          | Ted DiBiase                                |
| 1989 | Randy Savage                 | Terry Funk                                        | Rick Rude              | Lex Luger                                  |
| 1990 | Earthquake                   | Ric Flair                                         | Rick Rude              | Eddie Gilbert                              |
| 1991 | Sgt. Slaughter               | The Undertaker                                    | Lex Luger              | Jake Roberts                               |
| 1992 | Rick Rude                    | Ric Flair                                         | Jake Roberts           | The Moondogs                               |
| 1993 | Jerry Lawler                 | Big Van Vader                                     | Yokozuna               | Shawn Michaels                             |
| 1994 | Bob Backlund                 | Owen Hart                                         | Big Van Vader          | Jerry Lawler                               |
| 1995 | Jerry Lawler                 | Kevin Sullivan                                    | The Gangstas           | Davey Boy Smith                            |
| 1996 | Hollywood Hogan              | Goldust                                           | Jerry Lawler           | The Giant                                  |
| 1997 | Bret Hart                    | Hollywood Hogan                                   | Owen Hart              | Curt Hennig                                |
| 1998 | Hollywood Hogan              | Vince McMahon                                     | Eric Bischoff          | Bret Hart                                  |
| 1999 | Diamond Dallas Page          | Triple H                                          | The Undertaker         | The Dudley Boyz (Bubba Ray i D-Von Dudley) |
| 2000 | Kurt Angle                   | Triple H                                          | Steven Richards        | Jeff Jarrett                               |
| 2001 | Stone Cold Steve Austin      | Booker T                                          | Kurt Angle             | Shane McMahon                              |
| 2002 | Chris Jericho                | The Un-Americans (Christian, Lance Storm, i Test) | Kurt Angle             | Triple H                                   |
| 2003 | Triple H                     | Kane                                              | Vince McMahon          | Test                                       |
| 2004 | Triple H                     | John „Bradshaw” Layfield                          | Kurt Angle             | Jeff Jarrett                               |
| 2005 | Triple H                     | Edge                                              | Jeff Jarrett           | Muhammad Hassan                            |
| 2006 | Edge                         | Jeff Jarrett                                      | Randy Orton            | King Booker                                |
| 2007 | Randy Orton                  | Kurt Angle                                        | The Great Khali        | Robert Roode                               |
| 2008 | Chris Jericho                | Edge                                              | Randy Orton            | Kurt Angle                                 |
| 2009 | Randy Orton                  | CM Punk                                           | Chris Jericho          | Kurt Angle                                 |
| 2010 | The Nexus                    | CM Punk                                           | The Miz                | Hulk Hogan i Eric Bischoff                 |
| 2011 | The Miz                      | Alberto Del Rio                                   | Christian              | Kurt Angle                                 |
| 2012 | CM Punk                      | Bobby Roode                                       | Alberto Del Rio        | Kevin Steen                                |
| 2013 | The Authority                | Randy Orton                                       | Bully Ray              | The Shield                                 |
| 2014 | Triple H i Stephanie McMahon | Seth Rollins                                      | Dixie Carter           | Batista                                    |
| 2015 | Seth Rollins                 | Ethan Carter III                                  | Kevin Owens            | Bray Wyatt                                 |
| 2016 | Roman Reigns                 | Kevin Owens                                       | The Miz                | Eva Marie                                  |
| 2017 | Jinder Mahal                 | Kevin Owens                                       | Roman Reigns           | Sexy Star                                  |
| 2018 | Brock Lesnar                 | Tommaso Ciampa                                    | Samoa Joe              | Baron Corbin                               |
| 2019 | Baron Corbin                 | Brock Lesnar                                      | Shane McMahon          | MJF                                        |
| 2020 | Seth Rollins                 | Roman Reigns                                      | MJF                    | Randy Orton                                |
| 2021 | MJF                          | Roman Reigns                                      | Kenny Omega            | Baron Corbin                               |
| 2022 | MJF                          | Roman Reigns                                      | Chris Jericho          | Sammy Guevara                              |
| 2023 | Dominik Mysterio             | Christian Cage                                    | Roman Reigns           | CM Punk                                    |
| 2024 | Dominik Mysterio             | Solo Sikoa                                        | MJF                    | Logan Paul                                 |

### Powrót roku
| Rok  | 1. miejsce                         | 2. miejsce                                         | 3. miejsce      | 4. miejsce                                   |
| ---- | ---------------------------------- | -------------------------------------------------- | --------------- | -------------------------------------------- |
| 1992 | The Ultimate Warrior               | Bob Backlund                                       | The Sheik       | Junkyard Dog                                 |
| 1993 | Lex Luger                          | Brutus Beefcake                                    | Ric Flair       | Paul Roma                                    |
| 1994 | Hulk Hogan                         | Bob Backlund                                       | The Undertaker  | Alundra Blayze                               |
| 1995 | Randy Savage                       | The Heavenly Bodies (Tom Prichard i Jimmy Del Ray) | Savio Vega      | The Ultimate Warrior                         |
| 1996 | Sycho Sid                          | Jake Roberts                                       | Faarooq         | Road Warrior Animal                          |
| 1997 | Bret Hart                          | Curt Hennig                                        | Brian Pillman   | Ric Flair                                    |
| 1998 | X-Pac                              | Sting                                              | Dean Malenko    | The Warrior                                  |
| 1999 | Eddie Guerrero                     | Buff Bagwell                                       | Curt Hennig     | Michael Hayes                                |
| 2000 | Rikishi Phatu                      | Dusty Rhodes                                       | The Undertaker  | Vince McMahon                                |
| 2001 | Rob Van Dam                        | Stone Cold Steve Austin                            | Booker T        | Scott Hall                                   |
| 2002 | Hollywood Hulk Hogan               | Eddie Guerrero                                     | Chris Benoit    | Ron Killings                                 |
| 2003 | Kurt Angle                         | Goldberg                                           | Raven           | Último Dragón                                |
| 2004 | Edge                               | Jeff Hardy                                         | William Regal   | Chavo Guerrero Sr.                           |
| 2005 | Road Warrior Animal                | Matt Hardy                                         | Raven           | Hulk Hogan                                   |
| 2006 | Sting                              | Sabu                                               | Jeff Hardy      | Finlay                                       |
| 2007 | Jeff Hardy                         | Triple H                                           | Rey Mysterio    | The Steiner Brothers (Rick i Scott Steiner)  |
| 2008 | Chris Jericho                      | Jeff Jarrett                                       | William Regal   | Sheik Abdul Bashir                           |
| 2009 | Jerry Lynn                         | Ricky Steamboat                                    | The Undertaker  | Mick Foley                                   |
| 2010 | Rob Van Dam                        | Kane                                               | Edge            | Jeff Hardy                                   |
| 2011 | Sting                              | Mark Henry                                         | Austin Aries    | Montel Vontavious Porter                     |
| 2012 | Jeff Hardy                         | The Rock                                           | Brock Lesnar    | Layla El                                     |
| 2013 | Goldust                            | Chris Sabin                                        | Jerry Lawler    | The Bella Twins                              |
| 2014 | Sting                              | Bobby Lashley                                      | Batista         | The New Age Outlaws (Road Dogg i Billy Gunn) |
| 2015 | The Undertaker                     | Sheamus                                            | Roderick Strong | Daniel Bryan                                 |
| 2016 | Goldberg                           | Seth Rollins                                       | Chris Jericho   | Matt Hardy                                   |
| 2017 | The Hardy Boyz (Jeff i Matt Hardy) | Finn Bálor                                         | Mickie James    | Shelton Benjamin                             |
| 2018 | Daniel Bryan                       | Drew McIntyre                                      | PCO             | Shawn Michaels                               |
| 2019 | Roman Reigns                       | Bray Wyatt                                         | Dustin Rhodes   | Sasha Banks                                  |
| 2020 | MVP                                | Randy Orton                                        | Eric Young      | Asuka                                        |
| 2021 | CM Punk                            | Sting                                              | Christian       | Becky Lynch                                  |
| 2022 | Taya Valkyrie                      | Bayley                                             | Johnny Gargano  | Alexa Bliss                                  |
| 2023 | Trinity                            | Saraya                                             | Adam Cole       | Trish Stratus                                |
| 2024 | Liv Morgan                         | Mercedes Moné                                      | Randy Orton     | The Rock                                     |

### Największy progres roku
| Rok  | 1. miejsce          | 2. miejsce                           | 3. miejsce                                   | 4. miejsce               |
| ---- | ------------------- | ------------------------------------ | -------------------------------------------- | ------------------------ |
| 1978 | Dino Bravo          | Bob Backlund                         | Ricky Steamboat                              | Tony Atlas               |
| 1979 | Tommy Rich          | Eddy Mansfield                       | Kevin Von Erich                              | Ted DiBiase              |
| 1980 | Tony Atlas          | Larry Zbyszko                        | Ted DiBiase                                  | Kerry Von Erich          |
| 1981 | Kevin Sullivan      | Sgt. Slaughter                       | Charlie Cook                                 | Tito Santana             |
| 1982 | Barry Windham       | Otto Wanz                            | Buzz Sawyer                                  | Rick Martel              |
| 1983 | Brett Wayne Sawyer  | Mike Rotundo                         | Pez Whatley                                  | Brad Rheingans           |
| 1984 | Billy Jack Haynes   | Magnum T.A.                          | Rick Martel                                  | Ron Garvin               |
| 1985 | Steve Williams      | Brian Adias                          | Nikita Koloff                                | Randy Savage             |
| 1986 | Terry Gordy         | Scott Hall                           | Sam Houston                                  | Wendell Cooley           |
| 1987 | Curt Hennig         | Al Perez                             | The Honky Tonk Man                           | Sting                    |
| 1988 | Sting               | The Ultimate Warrior                 | Iceman Parsons                               | Jeff Jarrett             |
| 1989 | Scott Steiner       | Brutus Beefcake                      | Jeff Jarrett                                 | P.Y. Chu-Hi              |
| 1990 | Paul Roma           | Doom (Ron Simmons i Butch Reed)      | Tugboat                                      | Cactus Jack              |
| 1991 | Dustin Rhodes       | Ron Simmons                          | The Undertaker                               | Crush                    |
| 1992 | Razor Ramon         | Ron Simmons                          | Virgil                                       | Brian Christopher        |
| 1993 | Yokozuna            | The 1-2-3 Kid                        | Brian Lee                                    | Tatanka                  |
| 1994 | Diesel              | Johnny B. Badd                       | Sabu                                         | Owen Hart                |
| 1995 | Diamond Dallas Page | Tommy Dreamer                        | Harlem Heat (Booker T i Stevie Ray)          | Savio Vega               |
| 1996 | Ahmed Johnson       | Chris Benoit                         | Stevie Richards                              | Taz                      |
| 1997 | Ken Shamrock        | Steve McMichael                      | The Headbangers (Mosh i Thrasher)            | Alex Wright              |
| 1998 | Booker T            | D’Lo Brown                           | The New Age Outlaws (Road Dogg i Billy Gunn) | Juventud Guerrera        |
| 1999 | Jerry Lynn          | The Hardy Boyz                       | Hardcore Holly                               | Kanyon                   |
| 2000 | Steve Corino        | Lance Storm                          | Scotty 2 Hotty                               | Justin Credible          |
| 2001 | Edge                | Test                                 | The Hurricane                                | Kurt Angle               |
| 2002 | Brock Lesnar        | Trish Stratus                        | Jamie Noble                                  | AJ Styles                |
| 2003 | John Cena           | Matt Hardy                           | Team Angle (Shelton Benjamin i Charlie Haas) | Victoria                 |
| 2004 | Randy Orton         | Shelton Benjamin                     | Batista                                      | John „Bradshaw” Layfield |
| 2005 | Batista             | Carlito                              | Monty Brown                                  | Chris Masters            |
| 2006 | Bobby Lashley       | Johnny Nitro                         | Chris Sabin                                  | Umaga                    |
| 2007 | Candice Michelle    | Jay Lethal                           | Montel Vontavious Porter                     | Cody Rhodes              |
| 2008 | Cody Rhodes         | The Miz                              | Petey Williams                               | Kofi Kingston            |
| 2009 | John Morrison       | Dolph Ziggler                        | Eric Young                                   | The Miz                  |
| 2010 | D’Angelo Dinero     | Wade Barrett                         | Sheamus                                      | Jay Lethal               |
| 2011 | Mark Henry          | Kelly Kelly                          | Eddie Edwards                                | Zack Ryder               |
| 2012 | Ryback              | Brooke/Miss Tessmacher               | Michael Elgin                                | Adam Cole                |
| 2013 | Magnus              | Curtis Axel                          | Roman Reigns                                 | Big E Langston           |
| 2014 | Rusev               | Ethan Carter III                     | Luke Harper                                  | Eric Young               |
| 2015 | Roman Reigns        | Nikki Bella                          | Sasha Banks                                  | Bayley                   |
| 2016 | The Miz             | T.J. Perkins                         | Kenny Omega                                  | Dalton Castle            |
| 2017 | Jinder Mahal        | Braun Strowman                       | Eli Drake                                    | Naomi                    |
| 2018 | Velveteen Dream     | The B Team (Bo Dallas i Curtis Axel) | Nia Jax                                      | Hangman Page             |
| 2019 | Brian Cage          | Jay White                            | Buddy Murphy                                 | Shorty G                 |
| 2020 | Drew McIntyre       | Ricky Starks                         | Otis                                         | Jey Uso                  |
| 2021 | Britt Baker         | Bobby Lashley                        | Trevor Murdoch                               | Deonna Purrazzo          |
| 2022 | Mandy Rose          | Madcap Moss                          | Julia Hart                                   | 2point0                  |
| 2023 | LA Knight           | Julia Hart                           | Trick Williams                               | Sanada                   |
| 2024 | Mariah May          | Nia Jax                              | Oba Femi                                     | Maxxine Dupri            |

### Zawodnik z sceny niezależnej roku
| Rok  | 1. miejsce   | 2. miejsce   | 3. miejsce   | 4. miejsce        |
| ---- | ------------ | ------------ | ------------ | ----------------- |
| 2020 | Warhorse     | Nick Gage    | AJ Gray      | Chris Dickinson   |
| 2021 | Nick Gage    | Trish Adora  | Tony Deppen  | Effy              |
| 2022 | Matt Cardona | Allie Katch  | Trish Adora  | Guiseppe Giambini |
| 2023 | Matt Cardona |              |              |                   |
| 2024 | Mustafa Ali  | Matt Cardona | Mance Warner | Allie Katch       |

### Najbardziej inspirujący zawodnik roku
| Rok  | 1. miejsce          | 2. miejsce              | 3. miejsce            | 4. miejsce               |
| ---- | ------------------- | ----------------------- | --------------------- | ------------------------ |
| 1972 | Lord Alfred Hayes   |                         |                       |                          |
| 1973 | Johnny Valentine    |                         |                       |                          |
| 1974 | Dick Murdoch        |                         |                       |                          |
| 1975 | Mike McCord         |                         |                       |                          |
| 1976 | Bruno Sammartino    | Wahoo McDaniel          | Bob Roop              | Bob Armstrong            |
| 1977 | Bob Backlund        | Don Muraco              | Bruno Sammartino      | Terry Funk               |
| 1978 | Blackjack Mulligan  | Bruno Sammartino        | Mr. Wrestling II      | Jim Brunzell             |
| 1979 | Chief Jay Strongbow | Ric Flair               | Mr. Wrestling II      | Dusty Rhodes             |
| 1980 | Junkyard Dog        | Ricky Steamboat         | Verne Gagne           | Mr. Florida (Paul Jones) |
| 1981 | Bob Backlund        | Ted DiBiase             | Tito Santana          | Mr. Wrestling II         |
| 1982 | Roddy Piper         | Jimmy Snuka             | Mil Máscaras          | Jimmy Valiant            |
| 1983 | Hulk Hogan          | Roddy Piper             | Buzz Sawyer           | Buddy Rose               |
| 1984 | Sgt. Slaughter      | Kerry Von Erich         | Kevin Von Erich       | Bob Backlund             |
| 1985 | Mike Von Erich      | Paul Orndorff           | Jim Duggan            | Kevin Von Erich          |
| 1986 | Chris Adams         | Magnum T.A.             | Kerry Von Erich       | Steve Williams           |
| 1987 | Nikita Koloff       | Dynamite Kid            | Chris Adams           | Superstar Billy Graham   |
| 1988 | Jerry Lawler        | Kerry Von Erich         | Road Warrior Animal   | Jake Roberts             |
| 1989 | Eric Embry          | Nikita Koloff           | Billy Jack Haynes     | Ric Flair                |
| 1990 | Sting               | Hulk Hogan              | Jerry Lawler          | Nikolai Volkoff          |
| 1991 | The Patriot         | Jerry Lawler            | Sid Justice           | Bill Dundee              |
| 1992 | Ron Simmons         | The Undertaker          | Ricky Steamboat       | Eric Embry               |
| 1993 | Cactus Jack         | Lex Luger               | The 1-2-3 Kid         | Brutus Beefcake          |
| 1994 | Bret Hart           | Terry Funk              | The Guardian Angel    | Dave Sullivan            |
| 1995 | Barry Horowitz      | Sabu                    | Antonio Inoki         | Dan Severn               |
| 1996 | Jake Roberts        | Jushin Thunder Liger    | Ahmed Johnson         | Rey Misterio Jr.         |
| 1997 | Terry Funk          | Stone Cold Steve Austin | Perry Saturn          | Roddy Piper              |
| 1998 | Goldberg            | Stone Cold Steve Austin | Mankind               | Shane Douglas            |
| 1999 | Hulk Hogan          | Bret Hart               | X-Pac                 | Jim Duggan               |
| 2000 | Booker T            | Mick Foley              | Crash Holly           | Chyna                    |
| 2001 | Kurt Angle          | Chris Jericho           | Shane McMahon         | Spike Dudley             |
| 2002 | Eddie Guerrero      | Hollywood Hulk Hogan    | Shawn Michaels        | Chris Benoit             |
| 2003 | Zach Gowen          | Kurt Angle              | AJ Styles             | Rey Mysterio             |
| 2004 | Eddie Guerrero      | Chris Benoit            | Eugene                | William Regal            |
| 2005 | Chris Candido       | Matt Hardy              | Steve Williams        | Rey Mysterio             |
| 2006 | Matt Cappotelli     | Rey Mysterio            | Hardcore Holly        | CM Punk                  |
| 2007 | Jeff Jarrett        | CM Punk                 | John Cena             | Sting                    |
| 2008 | Ric Flair           | CM Punk                 | John Cena             | Jeff Hardy               |
| 2009 | Ricky Steamboat     | Tommy Dreamer           | Sting                 | John Cena                |
| 2010 | Shawn Michaels      | Kurt Angle              | John Cena             | Rob Van Dam              |
| 2011 | Rosita              | Gregory Iron            | Rob Fury              | CM Punk                  |
| 2012 | Jerry Lawler        | Austin Aries            | Shawn Daivari         | John Cena                |
| 2013 | Darren Young        | Dallas Page             | Daniel Bryan          | John Cena                |
| 2014 | Daniel Bryan        | Eric Young              | Chris Melendez        | Ashley Sixx              |
| 2015 | Bayley              | John Cena               | Kevin Owens           | Roman Reigns             |
| 2016 | Bayley              | Cody Rhodes             | Seth Rollins          | Dean Ambrose             |
| 2017 | Christopher Daniels | John Cena               | Shane McMahon         | Mia Yim                  |
| 2018 | Roman Reigns        | Cody                    | Tommy Dreamer         | LuFisto                  |
| 2019 | Roman Reigns        | Kofi Kingston           | PCO                   | Becky Lynch              |
| 2020 | Shad Gaspard        | Thunder Rosa            | Speaking Out movement | Drake Maverick           |
| 2021 | Edge                | Bianca Belair           | Big E                 | Mickie James             |
| 2022 | Jon Moxley          | Liv Morgan              | Joe Doering           | Josh Alexander           |
| 2023 | Mark Briscoe        | Cody Rhodes             | Richard Holliday      | Mickie James             |
| 2024 | Cody Rhodes         | Bryan Danielson         | Sami Zayn             | Jeff Jarrett             |

### Debiutant roku
| Rok  | 1. miejsce                                     | 2. miejsce           | 3. miejsce                  | 4. miejsce         |
| ---- | ---------------------------------------------- | -------------------- | --------------------------- | ------------------ |
| 1972 | Mike Graham                                    |                      |                             |                    |
| 1973 | Bob Orton Jr./Tony Garea                       |                      |                             |                    |
| 1974 | Larry Zbyszko                                  |                      |                             |                    |
| 1975 | Ric Flair                                      |                      |                             |                    |
| 1976 | Bob Backlund                                   | Chavo Guerrero       | Steve Keirn                 | Johnny Rivera      |
| 1977 | Ricky Steamboat                                | Jimmy Snuka          | Big John Studd              | Skip Young         |
| 1978 | Tommy Rich                                     | Jay Youngblood       | David Von Erich             | Tully Blanchard    |
| 1979 | Sweet Brown Sugar                              | Steve Travis         | Bryan St. John              | Eddie Gilbert      |
| 1980 | Terry Taylor                                   | Barry Windham        | Rick McGraw                 | Tom Prichard       |
| 1981 | David Sammartino                               | Brad Rheingans       | Curt Hennig                 | Ron Richie         |
| 1982 | Brad Armstrong                                 | Tiger Mask           | Mike Rotunda                | Kamala             |
| 1983 | Angelo Mosca Jr.                               | King Kong Bundy      | Scott Armstrong             | Arn Anderson       |
| 1984 | Mike Von Erich                                 | Nikita Koloff        | Krusher Khruschev           | Kevin Kelly        |
| 1985 | Nord the Barbarian                             | Kendall Windham      | Dan Spivey                  | Sam Houston        |
| 1986 | Lex Luger                                      | Bam Bam Bigelow      | Sting                       | Tom Magee          |
| 1987 | Owen Hart                                      | Big Bubba Rogers     | Shane Douglas               | Doug Furnas        |
| 1988 | Madusa Miceli                                  | Chris Benoit         | Maxx Payne                  | Scott Steiner      |
| 1989 | The Destruction Crew (Mike Enos i Wayne Bloom) | Dustin Rhodes        | Scotty the Body             | Johnathan Holliday |
| 1990 | Steve Austin                                   | El Gigante           | Brad Anderson               | Chris Chavis       |
| 1991 | Johnny B. Badd                                 | The Patriot          | Terri Power                 | The Lightning Kid  |
| 1992 | Erik Watts                                     | Diamond Dallas Page  | Vladimir Koloff             | Chaz Taylor        |
| 1993 | Vampire Warrior                                | Robbie Eagle         | Kent and Keith Cole         | The Headhunters    |
| 1994 | 911                                            | Bob Holly            | Abbudah Singh               | Mikey Whipwreck    |
| 1995 | Alex Wright                                    | Craig Pittman        | Lawrence Taylor             | Madd Maxxine       |
| 1996 | The Giant                                      | Steve McMichael      | Rocky Maivia                | Joe Gomez          |
| 1997 | Prince Iaukea                                  | Ernest Miller        | Chris Chetti                | Brakkus            |
| 1998 | Goldberg                                       | Sable                | Droz                        | Mark Henry         |
| 1999 | Shane McMahon                                  | Evan Karagias        | Vince McMahon               | Lash LeRoux        |
| 2000 | Kurt Angle                                     | Lita                 | Mark Jindrak i Sean O’Haire | Chuck Palumbo      |
| 2001 | Randy Orton                                    | Brock Lesnar         | K-Kwik                      | The Prototype      |
| 2002 | Maven                                          | Christopher Nowinski | Nidia                       | Taylor Matheny     |
| 2003 | Zach Gowen                                     | Sylvain Grenier      | Trinity                     | Matt Morgan        |
| 2004 | Monty Brown                                    | Petey Williams       | Johnny Nitro                | Matt Cappotelli    |
| 2005 | Bobby Lashley                                  | Christy Hemme        | Mikey Batts                 | Ken Doane          |
| 2006 | The Boogeyman                                  | Charles Evans        | Akebono                     | Cody Runnels       |
| 2007 | Hornswoggle                                    | Ted DiBiase Jr.      | Pelle Primeau               | Mike DiBiase       |
| 2008 | Joe Hennig                                     | Brett DiBiase        | Ricky Steamboat Jr.         | Ryan McBride       |
| 2009 | Mike Sydal                                     | Jesse Neal           | Brittney Savage             | J.T. Flash         |
| 2010 | David Otunga                                   | Tamina               | Percy Watson                | Corey Hollis       |
| 2011 | Ace Hawkins                                    | Nick Madrid          | Leakee                      | Briley Pierce      |
| 2012 | Veda Scott                                     | The Big O            | Jason Jordan                | Bambi Hall         |
| 2013 | Tim Zbyszko                                    | Cody Hall            | Lucipher Lords              | Matt King          |
| 2014 | Charlotte                                      | Enzo Amore           | Mojo Rawley                 | Chad Gable         |
| 2015 | Moose                                          | Tessa Blanchard      | Braun Strowman              | Dana Brooke        |
| 2016 | Nia Jax                                        | Lio Rush             | Matt Riddle                 | Shayna Baszler     |
| 2017 | Otis Dozovic                                   | Ray González Jr.     | Andy Williams               | Hirai Kawato       |
| 2018 | Ronda Rousey                                   | Tomoyuki Oka         | Kacy Catanzaro              | Taynara Conti      |
| 2019 | Brian Pillman Jr.                              | Jessamyn Duke        | Utami Hayashishita          | Tracy Williams     |
| 2020 | Dominik Mysterio                               | Anna Jay             | Joshua Wavra                | Abadon             |
| 2021 | Jade Cargill                                   | Bron Breakker        | Bad Bunny                   | Brock Anderson     |
| 2022 | Hook                                           | Logan Paul           | Paige VanZant               | Tony D’Angelo      |
| 2023 | Sol Ruca                                       | Ava Raine            | Toga                        | Gabby Forza        |
| 2024 | Kelani Jordan                                  | Jaida Parker         | Karmen Petrovic             | Oleg Boltin        |

### Nagroda życia (Nagroda Stanleya Westona)
Znak † oznacza przyznanie nagrody po śmierci laureata.
| Rok  | 1. miejsce (prawdziwe imie)                                                                                |
| ---- | --- |
| 1981 | Bruno Sammartino                                                                                           |
| 1982 | Lou Thesz (Aloysius Thesz)                                                                                 |
| 1983 | The Grand Wizard (Irwin Roth)†                                                                             |
| 1984 | David Von Erich (David Adkisson)†                                                                          |
| 1985 | Dan Shocket                                                                                                |
| 1986 | Verne Gagne (Laverne Gagne)                                                                                |
| 1987 | Paul Boesch                                                                                                |
| 1988 | Bruiser Brody (Frank Goodish)† Adrian Adonis (Keith Franke Jr.)†                                           |
| 1989 | Gordon Solie (Francis Labiak)                                                                              |
| 1990 | Buddy Rogers (Herman Rohde Jr.)                                                                            |
| 1991 | The Fabulous Moolah (Mary Ellison)                                                                         |
| 1992 | Stanley Weston                                                                                             |
| 1993 | André the Giant (André Roussimoff)†                                                                        |
| 1994 | Captain Lou Albano (Louis Albano)                                                                          |
| 1995 | Ricky Steamboat (Richard Blood Sr.)                                                                        |
| 1996 | Danny Hodge (Daniel Hodge)                                                                                 |
| 1997 | Arn Anderson (Martin Lunde)                                                                                |
| 1998 | Bobo Brazil (Houston Harris)†                                                                              |
| 1999 | Owen Hart†                                                                                                 |
| 2000 | Freddie Blassie (Frederick Blassie)                                                                        |
| 2001 | Johnny Valentine (John Wisniski)†                                                                          |
| 2002 | Jim Ross (James Ross)                                                                                      |
| 2003 | Bret Hart                                                                                                  |
| 2004 | Pat Patterson (Pierre Clermont)                                                                            |
| 2005 | Eddie Guerrero (Eduardo Guerrero)†                                                                         |
| 2006 | Harley Race                                                                                                |
| 2007 | Nick Bockwinkel (Nicholas Bockwinkel)                                                                      |
| 2008 | Ric Flair (Richard Fliehr)                                                                                 |
| 2009 | Vince McMahon (Vincent McMahon)                                                                            |
| 2010 | Killer Kowalski (Edward Spulnik)†                                                                          |
| 2011 | Randy Savage (Randy Poffo)†                                                                                |
| 2012 | Bobby Heenan (Raymond Heenan)                                                                              |
| 2013 | Dusty Rhodes (Virgil Runnels Jr.)                                                                          |
| 2014 | Dory Funk Jr. (Dorrance Funk Jr.)                                                                          |
| 2015 | Roddy Piper (Roderick Toombs)†                                                                             |
| 2016 | Dick Beyer                                                                                                 |
| 2017 | Jack Brisco (Freddie Joe Brisco)†                                                                          |
| 2018 | Antonio Inoki (Kanji Inoki)                                                                                |
| 2019 | Stone Cold Steve Austin (Steven James Anderson)                                                            |
| 2020 | Madusa (Debrah Ann Miceli) Stu Saks                                                                        |
| 2021 | Terry Funk (Terrence Funk) Ron Simmons (Ronald Simmons)                                                    |
| 2022 | Bill Apter (William Stanley Apter) George Napolitano (George Napolitano)                                   |
| 2023 | Sting (Steven Borden) Nancy Benoit†                                                                        |
| 2024 | Booker T (Booker T. Huffman Jr.) Mickie James (Mickie Laree James) Gail Kim (Gail Kim-Irvine) Dave Meltzer |

## Nagrody dekady Pro Wrestling Illustrated

### lata 2000
| Kategoria                                 | Zwycięzca                                         |
| ----------------------------------------- | ------------------------------------------------- |
| Zawodnik dekady                           | Triple H                                          |
| Tag Team dekady                           | The Dudley Boyz (Bubba Ray Dudley i D-Von Dudley) |
| Walka dekady                              | Ric Flair vs. Shawn Michaels na WrestleManii XXIV |
| Zawodniczka dekady                        | Trish Stratus                                     |
| Feud dekady                               | Shawn Michaels vs. Chris Jericho                  |
| Najpopularniejszy zawodnik dekady         | John Cena                                         |
| Najbardziej znienawidzony zawodnik dekady | Triple H                                          |
| Najbardziej inspirujący zawodnik dekady   | Shawn Michaels                                    |
| Pay-Per-View dekady                       | WrestleMania X-Seven                              |

### lata 2010
| Kategoria                                 | Zwycięzca                                              |
| ----------------------------------------- | ------------------------------------------------------ |
| Zawodnik dekady                           | AJ Styles                                              |
| Tag Team dekady                           | The New Day (Kofi Kingston, Big E i Xavier Woods)      |
| Walka dekady                              | The Undertaker vs. Shawn Michaels na WrestleManii XXVI |
| Zawodniczka dekady                        | Charlotte Flair                                        |
| Feud dekady                               | Kenny Omega vs. Kazuchika Okada                        |
| Najpopularniejszy zawodnik dekady         | John Cena                                              |
| Najbardziej znienawidzony zawodnik dekady | Brock Lesnar                                           |
| Najbardziej inspirujący zawodnik dekady   | Daniel Bryan                                           |
| Pay-Per-View dekady                       | WrestleMania 31                                        |

## Nieistniejące nagrody

### Zawodnik będący karłem roku
| Rok  | 1. miejsce       | 2. miejsce  | 3. miejsce  | 4. miejsce  |
| ---- | ---------------- | ----------- | ----------- | ----------- |
| 1972 | Little Bruiser   |             |             |             |
| 1973 | Little Beaver    |             |             |             |
| 1974 | Darlin' Dagmar   |             |             |             |
| 1975 | Sky Low Low      |             |             |             |
| 1976 | Lord Littlebrook | Sky Low Low | Cowboy Lang | Diamond Lil |

### Menedżer roku
| Rok  | 1. miejsce          | 2. miejsce       | 3. miejsce         | 4. miejsce          |
| ---- | ------------------- | ---------------- | ------------------ | ------------------- |
| 1972 | Bobby Heenan        |                  |                    |                     |
| 1973 | The Grand Wizard    |                  |                    |                     |
| 1974 | Lou Albano          |                  |                    |                     |
| 1975 | George Cannon       |                  |                    |                     |
| 1976 | Bobby Heenan        | Lou Albano       | Fred Blassie       | Gary Hart           |
| 1977 | The Grand Wizard    | Bobby Heenan     | Lou Albano         | Lord Alfred Hayes   |
| 1978 | Arnold Skaaland     | The Grand Wizard | Bobby Heenan       | Gary Hart           |
| 1979 | Arnold Skaaland     | Lou Albano       | Buddy Rogers       | Oliver Humperdink   |
| 1980 | Oliver Humperdink   | Arnold Skaaland  | Lou Albano         | The Great Mephisto  |
| 1981 | Lou Albano          | Arnold Skaaland  | Oliver Humperdink  | The Grand Wizard    |
| 1982 | James J. Dillon     | Arnold Skaaland  | Sonny King         | Jimmy Hart          |
| 1983 | James J. Dillon     | Adnan Al-Kaissie | Lou Albano         | Paul Ellering       |
| 1984 | Paul Ellering       | Jimmy Hart       | Jim Cornette       | James J. Dillon     |
| 1985 | Jim Cornette        | Lou Albano       | Paul Ellering      | Bobby Heenan        |
| 1986 | Lou Albano          | Paul Ellering    | Miss Elizabeth     | Jim Cornette        |
| 1987 | Jimmy Hart          | James J. Dillon  | Jim Cornette       | Paul E. Dangerously |
| 1988 | James J. Dillon     | Miss Elizabeth   | Jim Cornette       | Paul E. Dangerously |
| 1989 | Bobby Heenan        | Gary Hart        | Teddy Long         | Skandor Akbar       |
| 1990 | Teddy Long          | Bobby Heenan     | Ole Anderson       | Jim Cornette        |
| 1991 | Bobby Heenan        | Harley Race      | Alexandra York     | Paul Bearer         |
| 1992 | Paul E. Dangerously | Mr. Perfect      | Harley Race        | Jim Cornette        |
| 1993 | Jim Cornette        | Harley Race      | Mr. Fuji           | Tammy Sytch         |
| 1994 | Jimmy Hart          | Ted DiBiase      | Col. Robert Parker | Paul E. Dangerously |
| 1995 | Jim Cornette        | Sherri Martel    | Col. Robert Parker | Woman               |
| 1996 | Sunny               | Jimmy Hart       | Jim Cornette       | Bill Alfonso        |
| 1997 | Bill Alfonso        | Miss Jacquelyn   | Paul Heyman        | Ted DiBiase         |
| 1998 | Paul Bearer         | Bill Alfonso     | Sunny              | Paul Ellering       |
| 1999 | Debra               | Jimmy Hart       | Bill Alfonso       | Paul Bearer         |

### Konferansjer roku
| Rok  | 1. miejsce   | 2. miejsce    | 3. miejsce    | 4. miejsce |
| ---- | ------------ | ------------- | ------------- | ---------- |
| 1977 | Gordon Solie | Vince McMahon | Bill Carlisle | Roger Kent |